# Гълъб Донев
Гълъб Спасов Донев е български политик, министър-председател в стотното правителство на България (от 2 август 2022 година до 6 юни 2023) – четвърти служебен кабинет (първи в рамките на втория му мандат), назначен от Румен Радев. Преди това той заема постовете на министър на труда и социалната политика в служебното правителство на Огнян Герджиков (27 януари – 4 май 2017 г.), заместник министър-председател и министър на труда и социалната политика в първото (12 май – 16 септември 2021 г.) и второто (16 септември – 13 декември 2021 г.) служебни правителства на Стефан Янев, секретар по социални политики и здравеопазване и по демография и социални политики на президента Румен Радев (9 май 2017 г. – 12 май 2021 г.; 22 януари – 2 август 2022 г.).

## Биография
Роден е на 28 февруари 1967 г. в София. Завършва 35-а руска езикова гимназия в родния си град. След това завършва политически профил във Висшето военновъздушното училище „Георги Бенковски“ в Долна Митрополия. Завършва магистратура по финанси в УНСС, а след това и право в Русенския университет „Ангел Кънчев“. Специализирал е бизнес и мениджмънт в УНСС. В периода 2001 – 2007 е директор на дирекция „Условия на труд и управление при кризи“ към Министерството на труда и социалната политика. Между 2005 и 2006 г. изпълнява длъжността главен секретар в Министерството на труда и социалната политика. От 2007 до 2009 г. е член на Надзорния съвет на НОИ и изпълнителен директор на Изпълнителна агенция „Главна инспекция по труда“. От 2008 г. става председател на Надзорния съвет на Националния институт за помирение и арбитраж. На следващата година е назначен за заместник-председател на Държавна агенция „Държавен резерв и военновременни запаси“.
От 2014 до 2016 г. е заместник-министър на Министерството на труда и социалната политика. След това е заместник-директор на дирекция „Административно и информационно обслужване“ и зам.-директор на дирекция „Вътрешен одит“ на Министерството на отбраната. От 27 януари до 4 май 2017 г. е служебен министър на труда и социалната политика. От 12 май до 13 декември 2021 г. е служебен министър на труда и социалната политика и заместник министър-председател. Във втория мандат на президента Румен Радев е назначен за секретар по социални политики и здравеопазване за период от два месеца, а от 30 март 2022 г. е преназначен на длъжността секретар по демография и социални политики. От 2 август 2022 г. до 6 юни 2023 е служебен министър-председател на Република България.